# Bravo! Vail

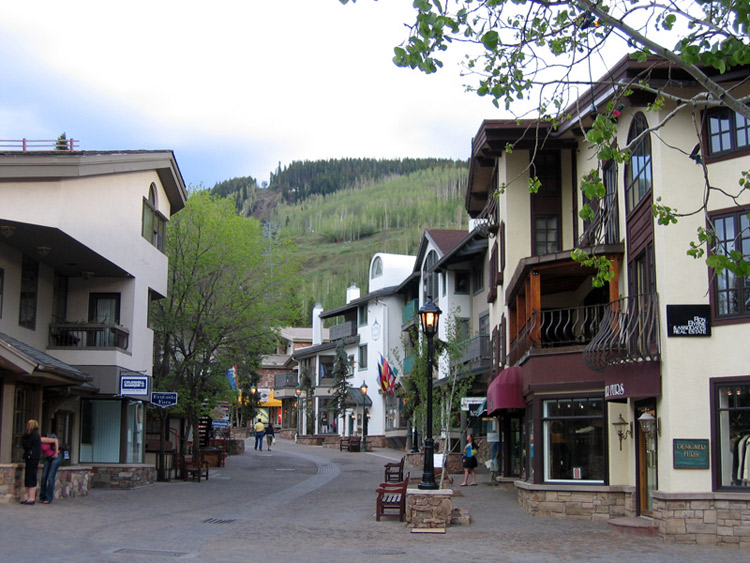
Il villaggio di Vail Colorado

Bravo! Vail è un festival di musica classica annuale che si svolge a Vail, Colorado. Il suo attuale direttore artistico è Anne-Marie McDermott.

## Presentazione
Il festival dura sei settimane, con inizio a fine di giugno o inizio luglio e termine ai primi di agosto. La programmazione si compone di musica da camera, musica classica, jazz, pop e concerti eseguiti dall'Orchestra sinfonica di Dallas, l'Orchestra di Filadelfia e la New York Philharmonic, insieme ad artisti di musica da camera.

## Storia
Bravo! Vail fu fondato nel 1987 da John Giovando e Ida Kavafian.
Le esecuzioni orchestrali della National Repertory Orchestra e della Colorado Springs Philharmonic Orchestra costituirono le prime serie di concerti da camera. La Rochester Philharmonic Orchestra aderì al festival nel 1989 e lo lasciò nel 2008. La Detroit Symphony Orchestra si unì al festival nel 1995, la Dallas Symphony Orchestra nel 1999, la New York Philharmonic nel 2003, e l'Orchestra di Filadelfia nel 2007.
La flautista Eugenia Zukerman divenne il direttore artistico del festival nel 1988. Nel 2011, la pianista Anne-Marie McDermott sostituì la Zukerman.
Nel 2012 Giovando andò in pensione e James W. Palermo, che era recentemente stato CEO della Colorado Symphony Association, divenne il nuovo direttore esecutivo di Bravo! Vail. Giovando è tornato come direttore esecutivo ad interim nel dicembre 2014.
Nel 2016, Jennifer Teisinger, ex della Sun Valley Summer Symphony, è diventato il nuovo direttore esecutivo del Festival.

## Sale per spettacoli
Bravo! Vail utilizza molti locali intorno a Vail e la Eagle Valley nel corso della stagione, tra cui:
- Gerald R. Ford Amphitheater
- Vilar Performing Arts Center
- Vail Interfaith Chapel
- Edwards Interfaith Chapel and Community Center
- Donovan Pavilion
- Brush Creek Pavilion

## Programmazione
In una stagione tipica Bravo! Vail prevede una serie di concerti ed eventi, tra cui:
- Concerti Orchestrali
- Serie di Musica da Camera[8]
- Serie Stappati Classicamente[8]
- Serie di Concerti Liberi[8]
- Serie di Soirée di Linda & Mitch Hart[1]
- Stappati Classicamente[9]
- Education & Community Engagement Events

## Artisti e gruppi che si sono esibiti a Bravo! Vail
Un certo numero di artisti e gruppi musicali hanno suonato a Bravo! Vail da quando è stato fondato. Di seguito è riportato un elenco di alcuni dei suoi interpreti più importanti:
- Colorado Springs Philharmonic Orchestra
- Orchestra sinfonica di Dallas
- Orchestra Sinfonica di Detroit
- National Repertory Orchestra
- New York Philharmonic
- Rochester Philharmonic Orchestra
- Orchestra di Filadelfia